# Blair Peak
Der Blair Peak ist ein 960 m (nach australischen Angaben 872,5 m) hoher und spitzer Berg im ostantarktischen Mac-Robertson-Land. In den Framnes Mountains ragt er 3 km südöstlich des Rumdoodle Peak in der Masson Range auf.
Norwegische Kartografen kartierten den Berg anhand von Luftaufnahmen, die bei der Lars-Christensen-Expedition 1936/37 entstanden. Eine neuerliche Kartierung erfolgte durch Teilnehmer der von 1957 bis 1960 dauernden Kampagnen der Australian National Antarctic Research Expeditions. Namensgeber ist James Blair (* 1916), leitender Dieselmotormechaniker auf der Mawson-Station im Jahr 1958.